# Mull

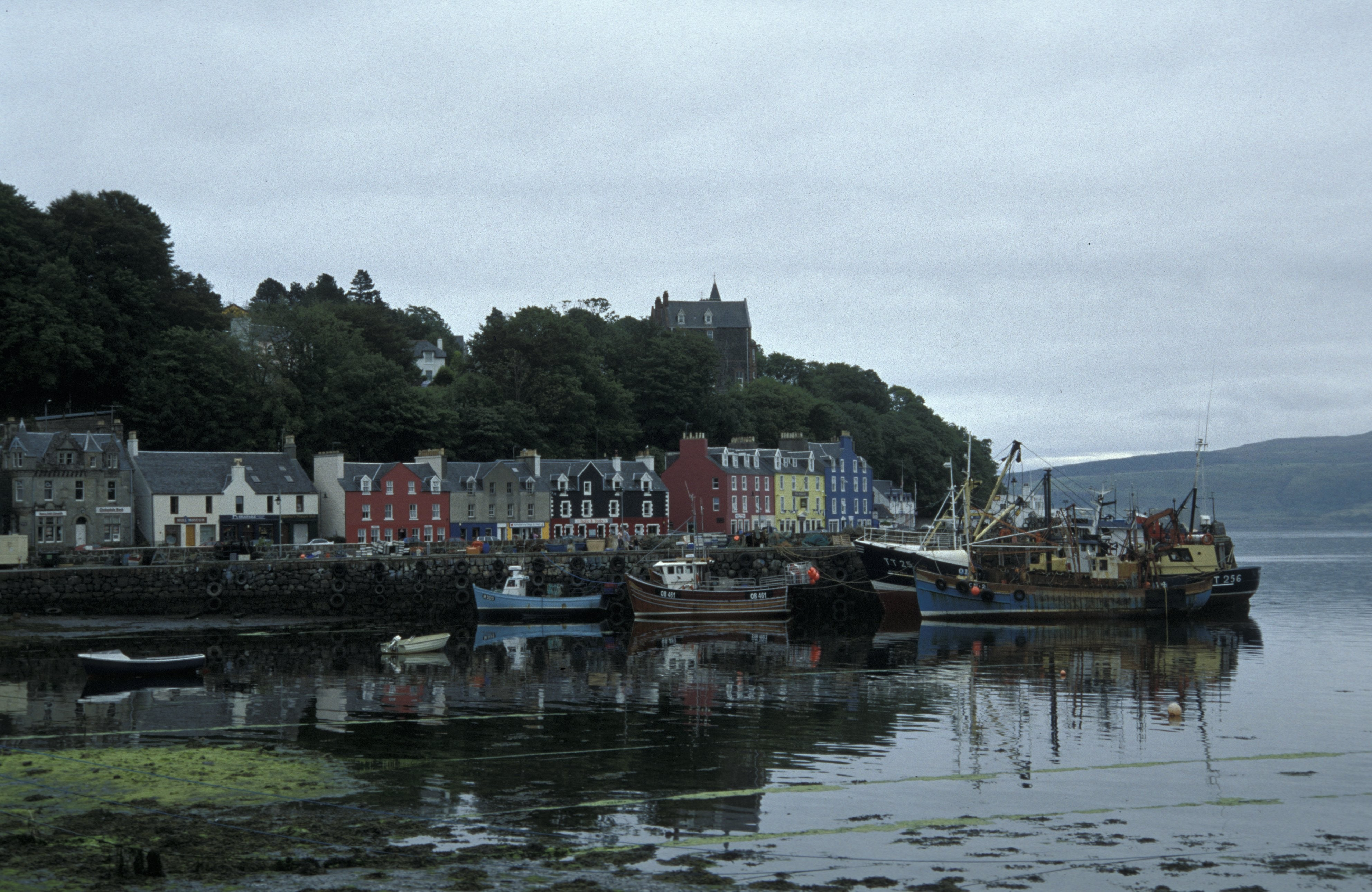
Port w Tobermory, głównej miejscowości na wyspie

Mull (ang. Isle of Mull, gael. Muile) – wyspa w archipelagu Hebrydów (Hebrydy Wewnętrzne), wchodząca w skład Wysp Brytyjskich, oddzielona od Wielkiej Brytanii cieśniną Sound of Mull. Linia brzegowa rozczłonkowana, na południowym zachodzie półwysep Ross of Mull. W pobliżu niewielkie wyspy Iona i Staffa. Zajmuje powierzchnię 875 km², liczy ok. 2,6 tys. mieszkańców (2001).